# كلوي إكس هالي
كلوي إكس هالي (بالإنجليزية: Chloe x Halle)‏ هي فرفة موسيقية آر أند بي معاصر تتكون من الأختين كلوي وهالي بيلي.بدأوا عن طريق النشر على يوتيوب إلى أن أكتشفتهم بيونسيه وقامت بتوقيع عقود ألبوم لهم.

## وصلات خارجية
- كلوي إكس هالي على موقع ميوزك برينز (الإنجليزية)
- كلوي إكس هالي على موقع أول ميوزيك (الإنجليزية)
- كلوي إكس هالي على موقع ديسكوغز (الإنجليزية)